# 183 Istria
Istria /ˈɪstriə/ (định danh hành tinh vi hình: 183 Istria) là một tiểu hành tinh đầy đá ở vành đai chính.
Ngày 8 tháng 2 năm 1878, nhà thiên văn học người Áo Johann Palisa phát hiện tiểu hành tinh Istria khi ông thực hiện quan sát tại Đài quan sát Hải quân Áo từ Pula ở Croatia ngày nay và đặt tên nó theo tên bán đảo Istria, nơi có thành phố Pula, thời đó thuộc đế quốc Áo-Hung.